# Элисон (приток Алфиоса)
Элисо́н (греч. Ελισσών ή Ελισσώνας) — река в Греции, в центральной части полуострова Пелопоннес, в Аркадии, правый приток Алфиоса. Берёт исток на западных склонах гор Меналон, северо-западнее Триполиса. Впадает в Алфиос у города Мегалополис.
В античности известна как Гелиссон. Павсаний сообщает, что река берёт исток у одноимённого города (близ современного села Алонистена), основанного Гелиссоном, сыном Ликаона. От сына Ликаона и получили название город и река. Делила древний Мегалополь на две части.
Образует ущелье Бармбуцана (Варвутцена, Μπαρμπουτσάνα), известна также под этим названием. Над ущельем между селами Арахамите и Вангос расположен каменный мост XIX века.